# 柴田陽子
柴田 陽子（しばた ようこ、1971年12月19日 - ）は、日本のブランドプロデューサーで柴田陽子事務所の代表取締役。企業のブランドコンサルティングなどを行う。
現在、シバジムアカデミー校長も務める。

## 経歴
神奈川県三浦郡葉山町で育つ。1990年、清泉女学院中学高等学校卒業。その後短大を卒業後、シカゴの大学へ留学。卒業後は、外食企業に入社し、新規業態開発を担当。
その後、化粧品会社「シュウウエムラ」での商品開発やサロン業態開発などに携わり、2003年にレストラン開発会社の取締役を務める。
2004年に32歳で柴田陽子事務所を設立。ブランディングプロデューサーとして、コーポレートブランディング・店舗プロデュース・商品開発など多技に渡るコンサルティング業務を請け負う。2013年にはファッションブランド"BORDERS at BALCONY"を立ち上げる。
2012年4月開業の渋谷ヒカリエレストランフロアをプロデュース。コンセプト作りからテナント選びまで手掛ける。2014年セブン＆アイ・ホールディングス「グランツリー武蔵小杉」総合プロデューサーを務めた他、2015年、東急電鉄による商業施設出店「代官山東横線上部開発計画」をプロデュース、 2015年ミラノ国際博覧会における日本館のレストランプロデューサーを務める。また、パレスホテル東京「7料飲施設」、ローソン「Uchi Cafe SWEETS」、ルミネ、日本交通などのブランディングに携わる。
「自分が本当に納得のできる、ものづくりがしたい。」という思いから、理想の洋服作りをはじめ、2013年秋アパレルブランド「BORDERS at BALCONY」を立ち上げ、デザイナーを務める。「人間力」を育てる学校「シバジムアカデミー」が2021年10月に開校。2021年11月には、スキンケアブランド「COCO amie（ココアミ）」を立ち上げる。

## 主な実績
- シュウウエムラのネイルブティック開店[1]
- 麻布十番「レインボーロールスシ」[13]
- ローソンのデザートブランド「Uchi Cafe SWEETS」
- パレスホテル東京内の7つの飲食施設[14]
- 渋谷ヒカリエ6F＆7Fレストランフロア[1]
- 日本交通スタンダードマニュアル[1]
- 朝日ウッドテック「Live Natural Premium」
- 武蔵小杉「Grand Tree」
- 東京會舘「3代目新本舘」 総合ブランディング・料飲施設プロデュース[15]
- 東急プラザ 「渋谷 新商業施設」施設コンセプト開発[16]
- 杜の街グレース 「杜の街プラザ」
ブランドプロデュース[17]

## 著書
- 部下を、暗闇の中で働かせていませんか?（2008年5月21日、インデックス・コミュニケーションズ）
- コンセプトライフ（2009年4月24日、サンクチュアリ・パブリッシング）
- 気が利く人の押さえどころ~仕事と人生を「好転」させる33の小さなルール（2009年11月20日、WAVE出版）
- はじめてリーダーになる人の教科書（2010年4月16日、KADOKAWA/中経出版）
- 「たった1枚のメモ」でチームが変わるすごいしかけ（2010年6月27日、日本能率協会マネジメントセンター）
- 迷いを消す55の「ものさし言葉」（2013年3月15日、産業編集センター）
- 勝者の思考回路（2020年2月19日、幻冬舎）